# Aéroport de Kailo
L'aéroport de Kailo (code OACI : FZOO) est un petit aéroport du territoire de Kailo dans la province de Maniema en République démocratique du Congo. La hauteur du terrain est 1.804 ft. Le code OACI du champ est FZOO. La hauteur du terrain est 1.804 ft au-dessus du niveau moyen de la mer. Les champs les plus proches sont aéroport de Kindu, aéroport de Kamisuku, aéroport de Kinkungwa, aéroport de Moga et aéroport Kampene.
Aéroport de Kailo ne publie pas de METAR, la station météo la plus proche est l'aéroport international de Kigali, qui est à 455 km. La région d'information de vol (FIR) est Kinshasa ACC.

## Situation
| Bandundu Basango Mboliasa Bunia Gbadolite Gemena Goma Ilebo Kalemie Kananga Kikwit Kindu Kinshasa-Ndjili Kinshasa-N'Dolo Kisangani Kolwezi Lodja Lubumbashi Matari Matadi Mbandaka Mbuji Mayi Nioki Tshikapa Tshumbe |